# Amelie Ruths
Marie Amelie Ruths (* 28. April 1871 in Hamburg; † 3. April 1956 ebenda) war eine deutsche Malerin und Grafikerin, die besonders als Malerin der Vierlande und der Halligen bekannt wurde.

## Leben
Amelie Ruths entstammte einer bürgerlichen Hamburger Familie und besuchte eine Höhere Töchterschule. Sie erhielt schon in ihrer Jugend Zeichen- und Malunterricht bei ihrem Onkel, dem Landschaftsmaler Valentin Ruths. Nach dem Tod ihres Vaters machte sie auf Anraten ihres Onkels eine Ausbildung zur Zeichenlehrerin, um damit ihren Lebensunterhalt bestreiten zu können. Sie besuchte hierzu die Hamburger Gewerbeschule mit dem Examen als Zeichenlehrerin. Danach war sie ab 1890 im Schuldienst als Lehrerin tätig; ab 1892 war sie in den Hamburger Adressbüchern als Mal- u. Zeichenlehrerin aufgeführt.

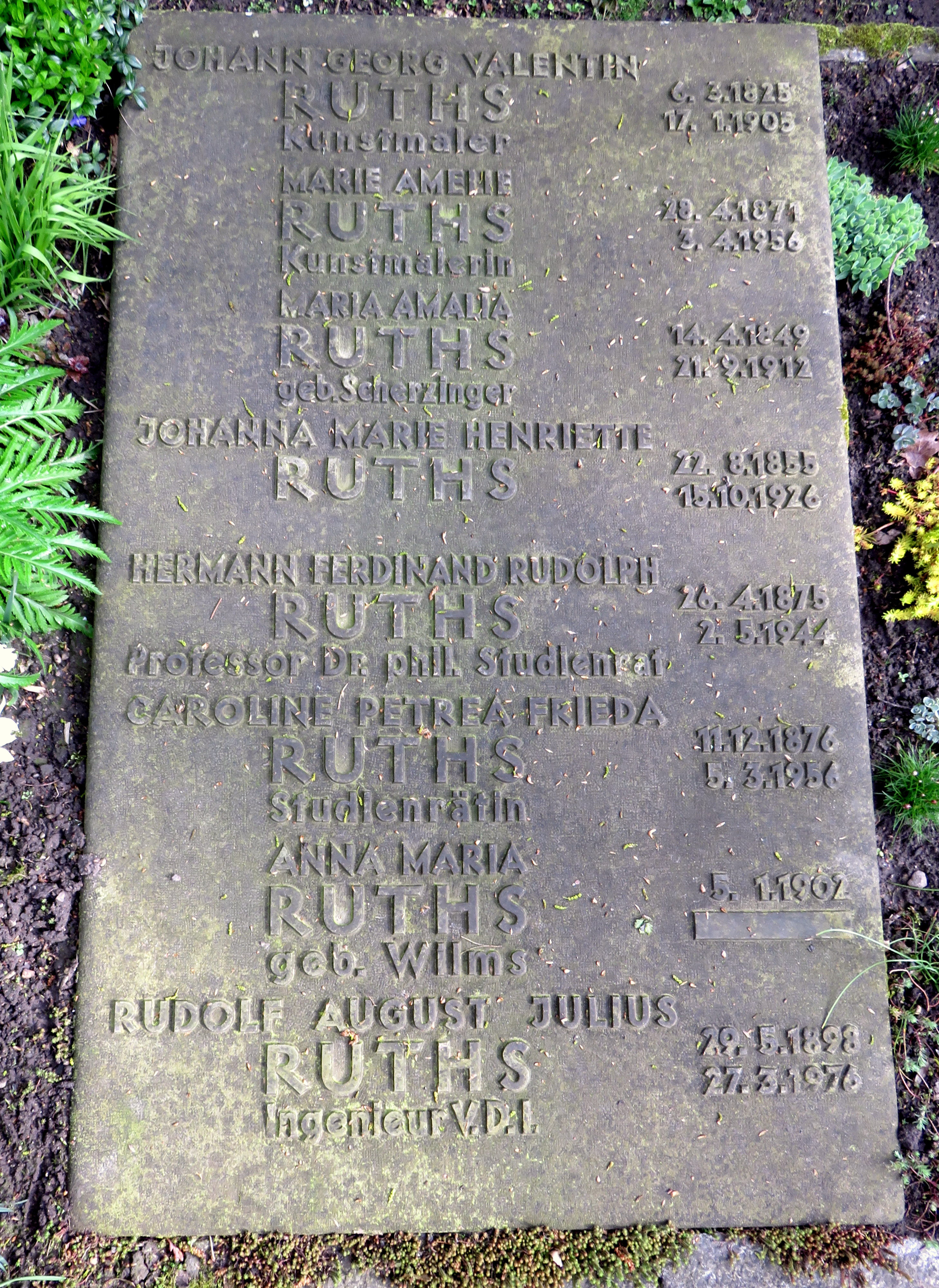
Grabplatte im Garten der Frauen auf dem Friedhof Ohlsdorf

Nach dem Tod des Onkels im Jahre 1905 nahm sie Unterricht im Aktzeichnen bei Carl Rotte an der Hamburger Kunstgewerbeschule. Mehrere Sommer besuchte sie den belgischen Landschaftsmaler Henry Luyten (1859–1945) in dessen Antwerpener Institut des Beaux Arts Henry Luyten und auch in Brasschaat für Freiluftstudien. Es folgten weitere Studienreisen nach Belgien sowie nach Italien (Florenz, Rom, Neapel). 1910 wurde sie im Hamburger Adressbuch, obwohl im Lehrberuf tätig, als Kunstmalerin geführt.
Amelie Ruth besuchte 1920 erstmals die Halligen, danach jährlich wiederkehrend. Bilder der Halligen bildeten nun neben solchen von der schleswig-holsteinischen Nordseeküste und den Vierlanden den Mittelpunkt ihrer Arbeiten, auch noch, als sie nach schwerer Krankheit 1929 aus dem Schuldienst ausgeschieden war. Neben diesen Landschaften fertigte sie etwa Architekturen, Interieurs, Stillleben und Porträts.
Amelie Ruths war Mitglied sowohl im Deutschen Künstlerbund als auch später in der GEDOK sowie in der Hamburgischen Künstlerschaft, seit 1950 als deren Ehrenmitglied. Die Familie Ruths hielt eng zusammen, Amelie Ruths teilte sich bereits seit dem Tod des Vaters immer die jeweilige Wohnung mit ihren jüngeren Geschwistern Frieda und Rudolph, die beide im Schuldienst tätig waren. Auch der Onkel hatte bis zu seinem Tode bei ihnen gewohnt. Amelie Ruths starb 1956 kurz vor der Vollendung ihres 85. Lebensjahres.
Im Garten der Frauen auf dem Friedhof Ohlsdorf in Hamburg befindet sich eine Grabplatte für Mitglieder der Familie Ruths, unter anderen für Marie Amelie Ruths und Johann Georg Valentin Ruths.

## Werke (Auswahl)
- Stillleben mit Tulpenstrauß (1911); Stillleben (1911); Großes Herbstblumenstilleben (1926); Großer Blumenstrauß (1938); Rosenstrauß in Kugelvase (1944); Blumenstillleben mit Zinnien.
- Hinterm Deich (Nordstrand) (1927); Küstenszene (1933); Hallig bei Ebbe (1938); Einsame Warft (1942); Halliglandschaft (1946); Halligkante (1946); Warft mit Leuchtturm auf Langeness (1950); Halliglandschaft im Abendlicht (1952); Sylter Küste; Bremen, Blick vom Teerhof auf die Schlachte; Norddeutsches Gehöft im Herbst; Ansicht von Sylt; Deichlandschaft.
- Bäuerliches Wohninterieur; Diele in Ostfriesland; Friesischer Innenraum.
- Ährenleserinnen (1918); Wasserträgerin; Porträt eines blonden Mädchens; Porträt einer alten Dame.